# Clase Gleaves
La clase Gleaves fue una serie de 62 destructores de la Armada de los Estados Unidos construidos en 1938–1942, diseñados por Gibbs & Cox.  El primer buque de la clase, fue el USS Gleaves (DD-423). Eran los destructores en producción cuando los Estados Unidos entraron en la  Segunda Guerra Mundial.

## Diseño
Eran extremadamente similares a los destructores de la clase Benson, por lo que en ocasiones, pueden aparecer nombrados como clase Benson/Gleaves, distinguibles a simple vista únicamente por sus chimeneas. Los clase Gleaves tenían chimeneas redondas mientras que las que utilizaban los clase Benson tenían los costados planos.
También se les conoció como clase Livermore debido a que el diseño se estandarizó con el USS Livermore (DD-429), tras solicitarse un aumento de la temperatura desde los 700 °F (371 °ºC)  a los  825 °F (440 °C) siguiendo el modelo de los buques construidos por  Gibbs & Cox.
La clase Gleaves se impuso como los destructores líderes de flotilla diseñados Gibbs & Cox, los cuales también incluían los dieciséis buques  de los años fiscales 1939 y 1940  (DD- 429 al DD-444), después de que la oferta de Bethlehem para construir más buques de la clase Benson con su propia maquinaria, fuera rechazada.

## Historial
Veintiún buques estaban en servicio cuando Japón atacó Pearl Harbor. Once de ellos, fueron hundidos durante acciones contra el enemigo  durante la Segunda Guerra Mundial, los  Gwin, Meredith, Monssen, Bristol, Emmons, Aaron Ward, Beatty, Glennon y Corry.
La mayoría fueron dados de baja tras la contienda, once permanecieron en servicio hasta la década de 1950. El último, fue dado de baja en 1956.
Posguerra
En 1949 los USS Buchanan (DD-484), USS Lansdowne (DD-486), USS Lardner (DD-497) y USS McCalla (DD-488) fueron transferidos a Turquía, donde prestaron servicio con los nombres de Gelibolu, Gaziantep, Gemlik y Giresun.
En 1951 los USS Eberle (DD-430) y USS Ludlow (DD-438) fueron transferidos a Grecia, donde prestaron servicio con los nombres de Niki y Doxa (D-20) y el USS Nicholson (DD-442) fue transferido a Italia, donde fue rebautizado como Aviere
En 1954 los USS Ellyson y USS Macombfueron transferidos a las  Fuerzas marítimas de autodefensa de Japón donde prestaron servicio con los nombre JDS Asakaze (DD-181) y JDS Hatakaze (DD-182); esté último, fue transferido posteriormente a la República de China, donde prestó servicio como ROCS Hsien Yang (DD-16) para substituir al buque perdido con el mismo nombre y numeral.
En 1955 el USS Rodman (DD-456) fue transferido a la República China, donde prestó servicio como ROCS Hsien Yang (DD-16) hasta que embarrancó y fue pérdida total en 1969. En 1959 fue transferido también a la República China  el USS Plunkett (DD-431) que fue rebautizado ROCS Nan Yang (DD-17)

### Apariciones cinematográficas
La película de 1954 El motín del Caine fue filmada a bordo del  USS Doyle (DMS-34) y posiblemente del USS Thompson (DMS-38).  En la  novela de 1951 de título homónimo, el Caine, era un destructor de clase  Wickes o un destructor dragaminas declase  Clemson.

### Buques de la clase
• USS Gleaves (DD-423)
• USS Niblack (DD-424)
• USS Livermore (DD-429)
• USS Eberle (DD-430)
• USS Plunkett (DD-431)
• USS Kearny (DD-432)
• USS Gwin (DD-433)  (hundido en 1943) 
• USS Meredith (DD-434)  (hundido en 1942) 
• USS Grayson (DD-435)
• USS Monssen (DD-436)  (hundido en 1942) 
• USS Woolsey (DD-437)
• USS Ludlow (DD-438)
• USS Edison (DD-439)
• USS Ericsson (DD-440)
• USS Wilkes (DD-441)
• USS Nicholson (DD-442)
• USS Swanson (DD-443)
• USS Ingraham (DD-444)  (hundido en 1942) 
• USS Bristol (DD-453)  (hundido en 1943) 
• USS Ellyson (DD-454)
• USS Hambleton (DD-455)
• USS Rodman (DD-456) (hundido en 1969)
• USS Emmons (DD-457)  (hundido en 1945) 
• USS Macomb (DD-458)
• USS Forrest (DD-461)
• USS Fitch (DD-462)  (hundido en 1973) 
• USS Corry (DD-463)  (hundido en 1944) 
• *USS Hobson (DD-464)  (hundido en 1952) 
• USS Aaron Ward (DD-483)  (hundido en 1943) 
• USS Buchanan (DD-484)
• USS Duncan (DD-485)  (hundido en 1942) 
• USS Lansdowne (DD-486)
• USS Lardner (DD-487)
• USS McCalla (DD-488)
• USS Mervine (DD-489)
• USS Quick (DD-490)
• USS Carmick (DD-493)
• USS Doyle (DD-494)
• USS Endicott (DD-495)
• USS McCook (DD-496)
• USS Frankford (DD-497)
• USS Davison (DD-618)
• USS Edwards (DD-619)
• USS Glennon (DD-620)
• USS Jeffers (DD-621)
• USS Maddox (DD-622)
• USS Nelson (DD-623)
• USS Baldwin (DD-624)
• USS Harding (DD-625)
• USS Satterlee (DD-626)
• USS Thompson (DD-627)
• USS Welles (DD-628)
• USS Cowie (DD-632)
• USS Knight (DD-633)
• USS Doran (DD-634)
• USS Earle (DD-635)
• USS Butler (DD-636)
• USS Gherardi (DD-637)
• USS Herndon (DD-638)
• USS Shubrick (DD-639)
• USS Beatty (DD-640)
• USS Tillman (DD-641)
• USS Stevenson (DD-645)
• USS Stockton (DD-646)
• USS Thorn (DD-647)
• USS Turner (DD-648)

### Listas relacionadas
• Anexo:Clases de Destructores de la Armada de Estados Unidos
• Anexo:Destructores de la Armada de los Estados Unidos